# Ephesos Museum

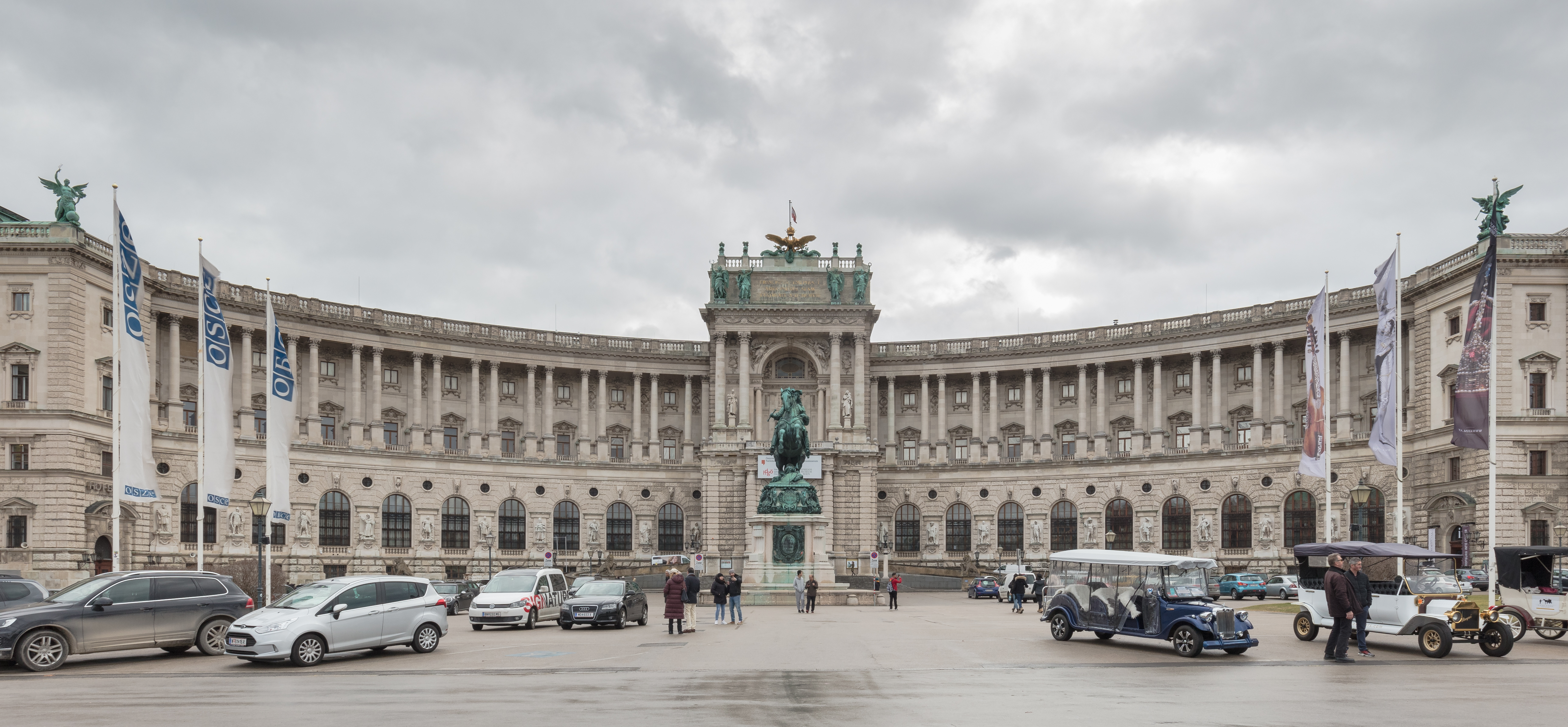
Neue Burg, Sitz des Ephesos-Museums

Die seit dem Ende des 19. Jahrhunderts bestehende Sammlung des Ephesos Museum gehört zum Bestand der Antikensammlung des Kunsthistorischen Museums in Wien. Seit Dezember 1978 verfügt es über selbständige Räumlichkeiten in der Neuen Burg. Bevor das Ephesos-Museum eingerichtet wurde, waren die vorhandenen Schaustücke an mehreren Orten provisorisch ausgestellt, zeitweilig auch im Theseustempel des Volksgartens.
Das an der türkischen Ägäisküste liegende Ephesos war eine der größten Städte der antiken Welt und ist heute eines der am meisten besuchten Tourismusziele der Türkei. Seit 1895 forschten österreichische Archäologen, unterbrochen nur durch die beiden Weltkriege, unter der Leitung des Österreichischen Archäologischen Instituts (ÖAI) in den Ruinen der Stadt. Sultan Abdülhamid II. überließ Kaiser Franz Josef einige der gefundenen Objekte als Geschenk und ermöglichte so die Begründung der international bedeutenden Sammlung des Ephesos-Museums. Aufgrund des türkischen Antikengesetzes gelangten nach 1907 keine neuen Objekte mehr nach Wien. Ein weiteres der antiken Stadt gewidmetes Museum befindet sich nahe der Ausgrabung in Selçuk.

## Die Sammlung

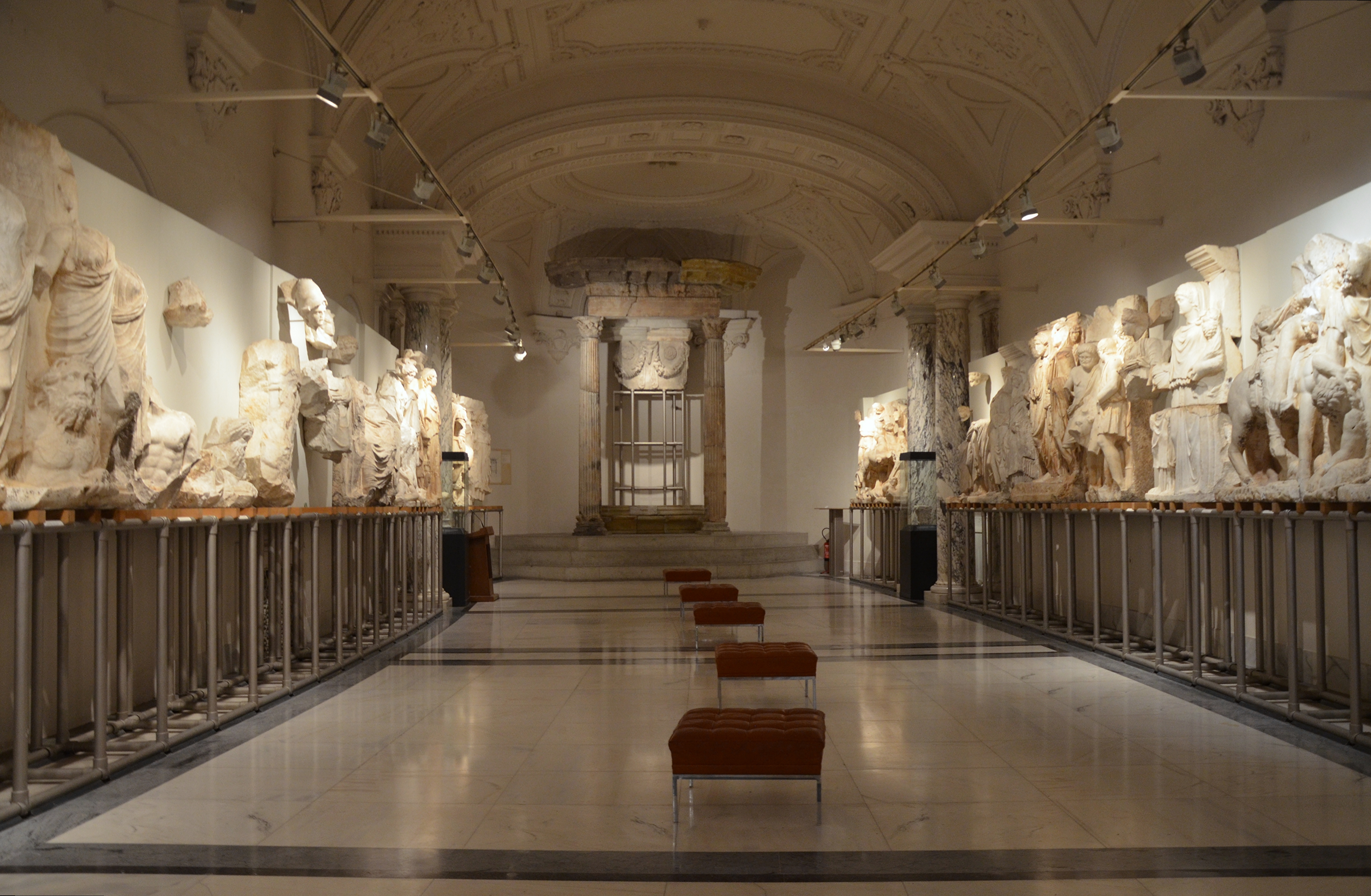
Innenraum des Museums

Zwischen 1896 und 1906 trafen insgesamt sieben Transporte mit Funden aus Ephesos in Wien ein. Zu Beginn des 20. Jahrhunderts wurden die Funde an unterschiedlichen Orten ausgestellt, unter anderem im Unteren Belvedere und in der Antikensammlung des Kunsthistorischen Museums. 1911 musste die provisorische Ausstellung im Theseustempel aufgrund von Schäden an den Schaustücken aufgelöst werden. Von 1934 bis 1944 wurde er aber nochmals für die Ausstellung einer Auswahl aus dem Gesamtbestand genutzt. Von 1947 bis 1978 wurden einige ephesische Skulpturen im Säulenhof des Corps de Logis in der Neuen Burg gezeigt. Erst 1978 wurden alle Provisorien durch das neu gestaltete Ephesos-Museum in der Neuen Burg ersetzt. Als Annex sind dem Museum Architektur und Architekturplastik aus dem Mysterienheiligtum der griechischen Insel Samothrake angeschlossen. Im Eingangsbereich des Museums ist die Architektur des spätklassischen Altars des Artemisions von Ephesos aufgebaut. Über Stiegen gelangt man in einen großen Saal, der den Fries des Parthermonuments enthält. Weitere bedeutende Ausstellungsstücke sind ein Modell der antiken Stadt Ephesos im Maßstab 1:500 sowie zahlreiche Skulpturen, darunter die Bronzestatue des Athleten.
Das Ephesos-Museum bietet die Möglichkeit, auch in Mitteleuropa abseits von den antiken Zentren nicht nur Werke der Skulptur, sondern auch antike Architektur in Originalen besichtigen zu können.
In Ephesos werden Grabungen mit österreichischer Beteiligung durchgeführt. Die wissenschaftliche Aufarbeitung des Museumsbestandes erfolgt in Zusammenarbeit der einschlägigen Wiener Universitätsinstitute, der Österreichischen Akademie der Wissenschaften und des Österreichischen Archäologischen Instituts.

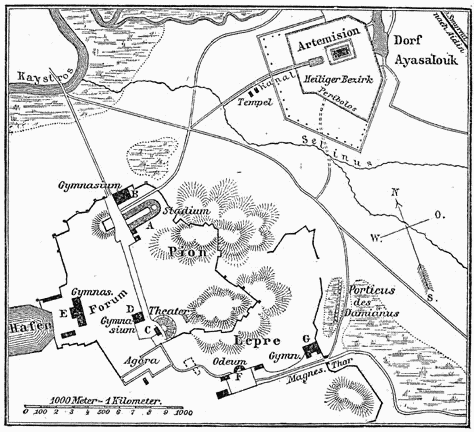
Das antike Ephesos
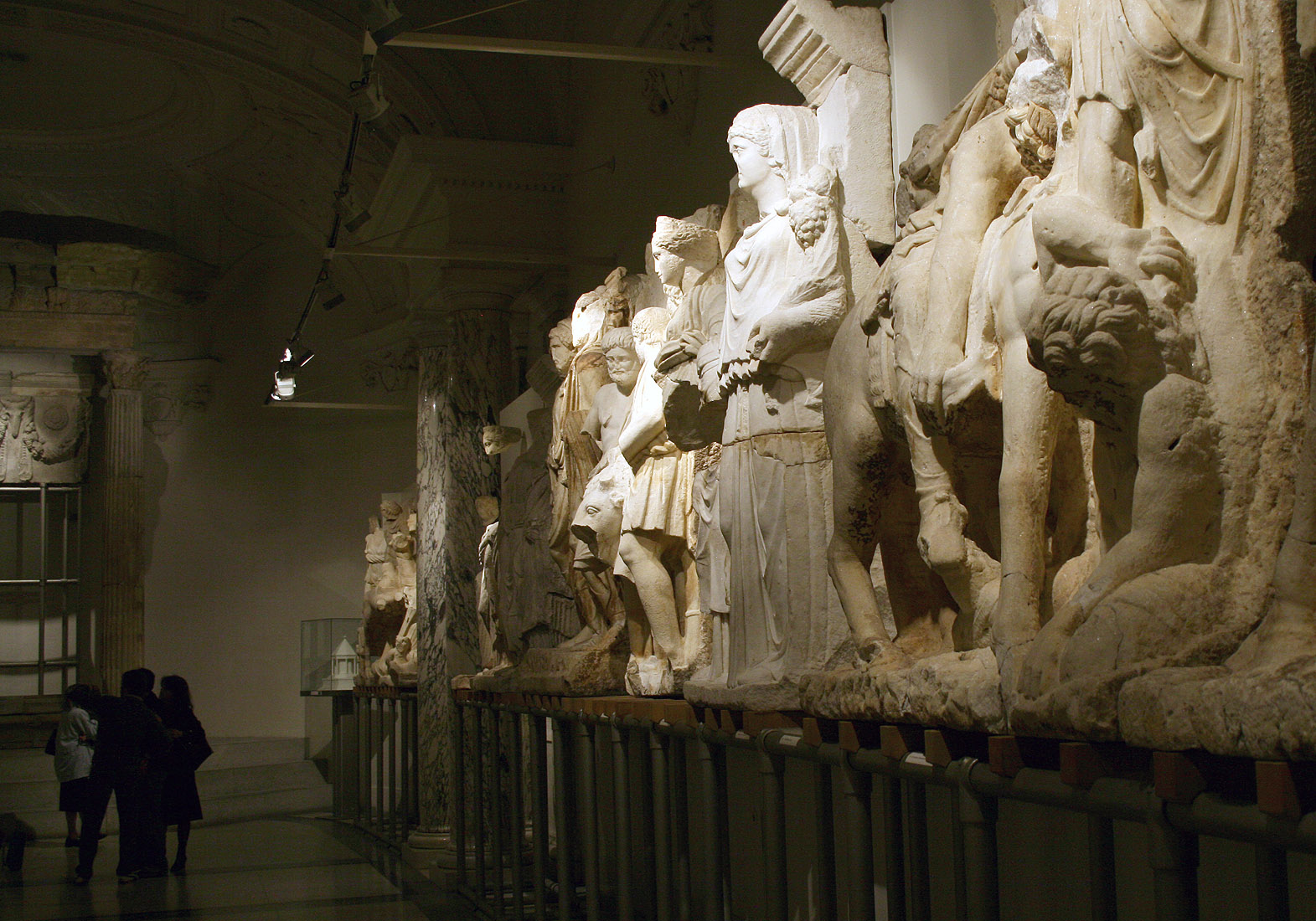
Partherdenkmal (Ausschnitt)
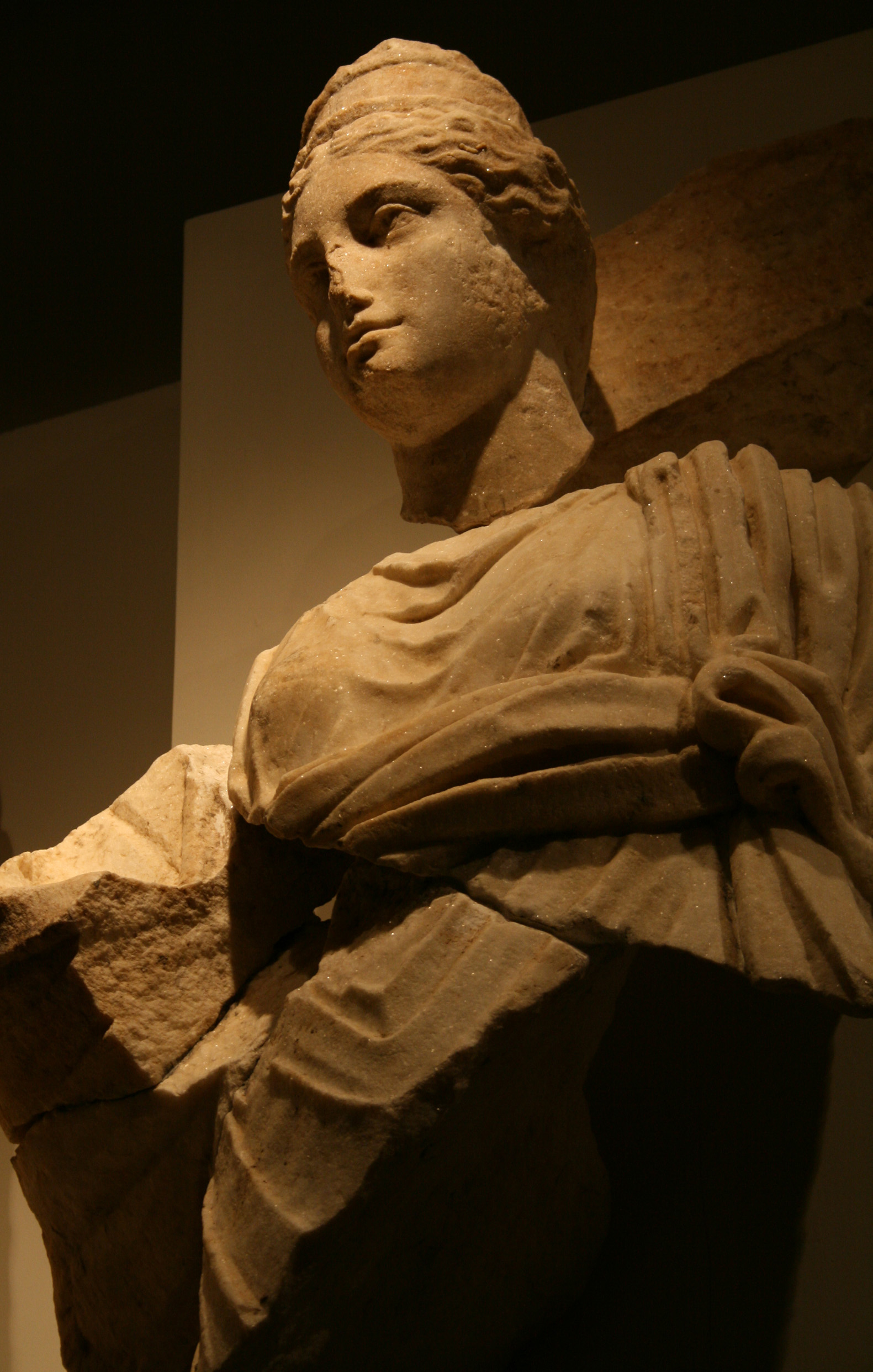
Vibia Sabina

## Einige bedeutende Exponate
Amazone vom Artemisionaltar

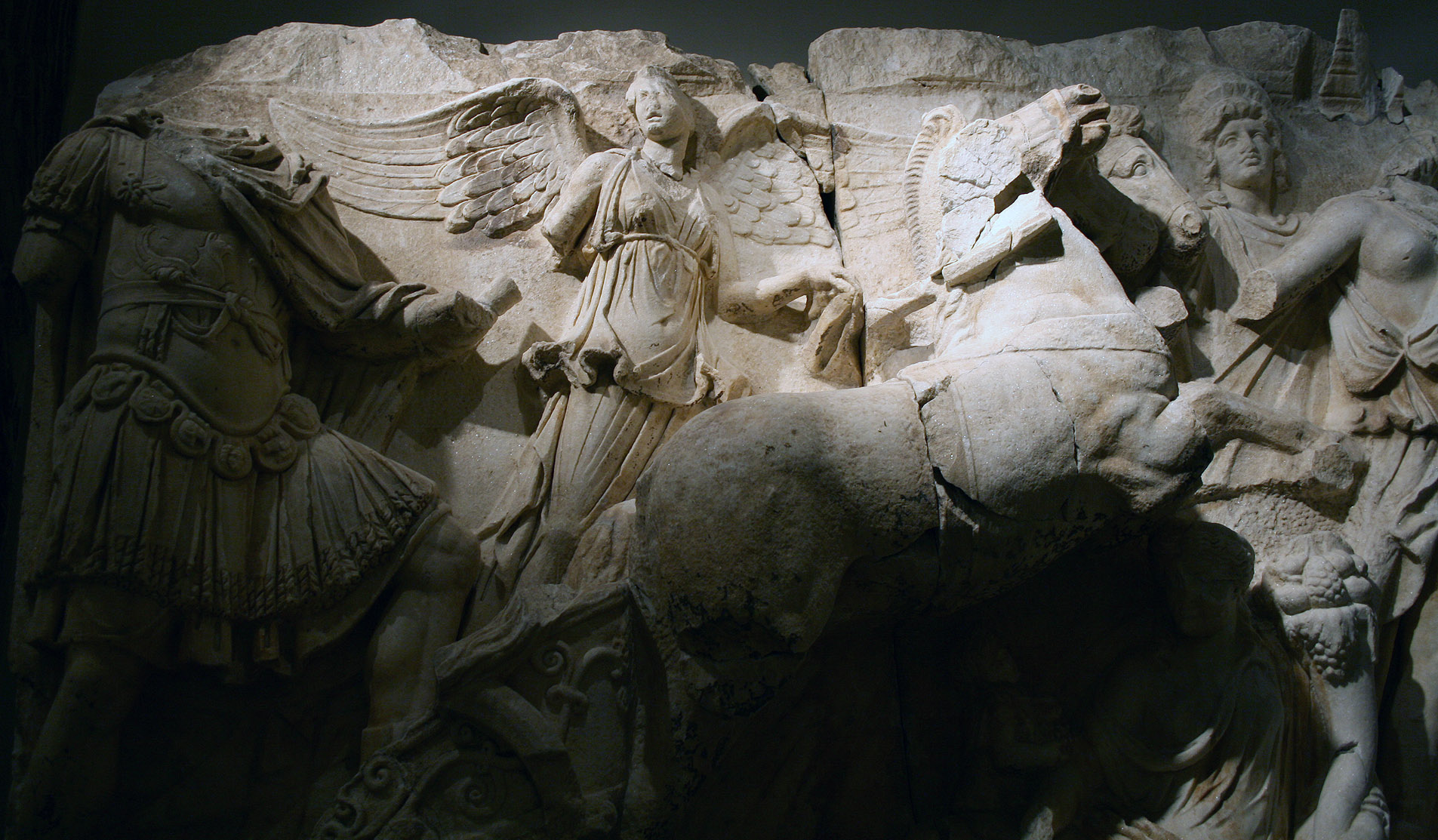
Partherdenkmal (Ausschnitt: Apotheose des Kaisers)

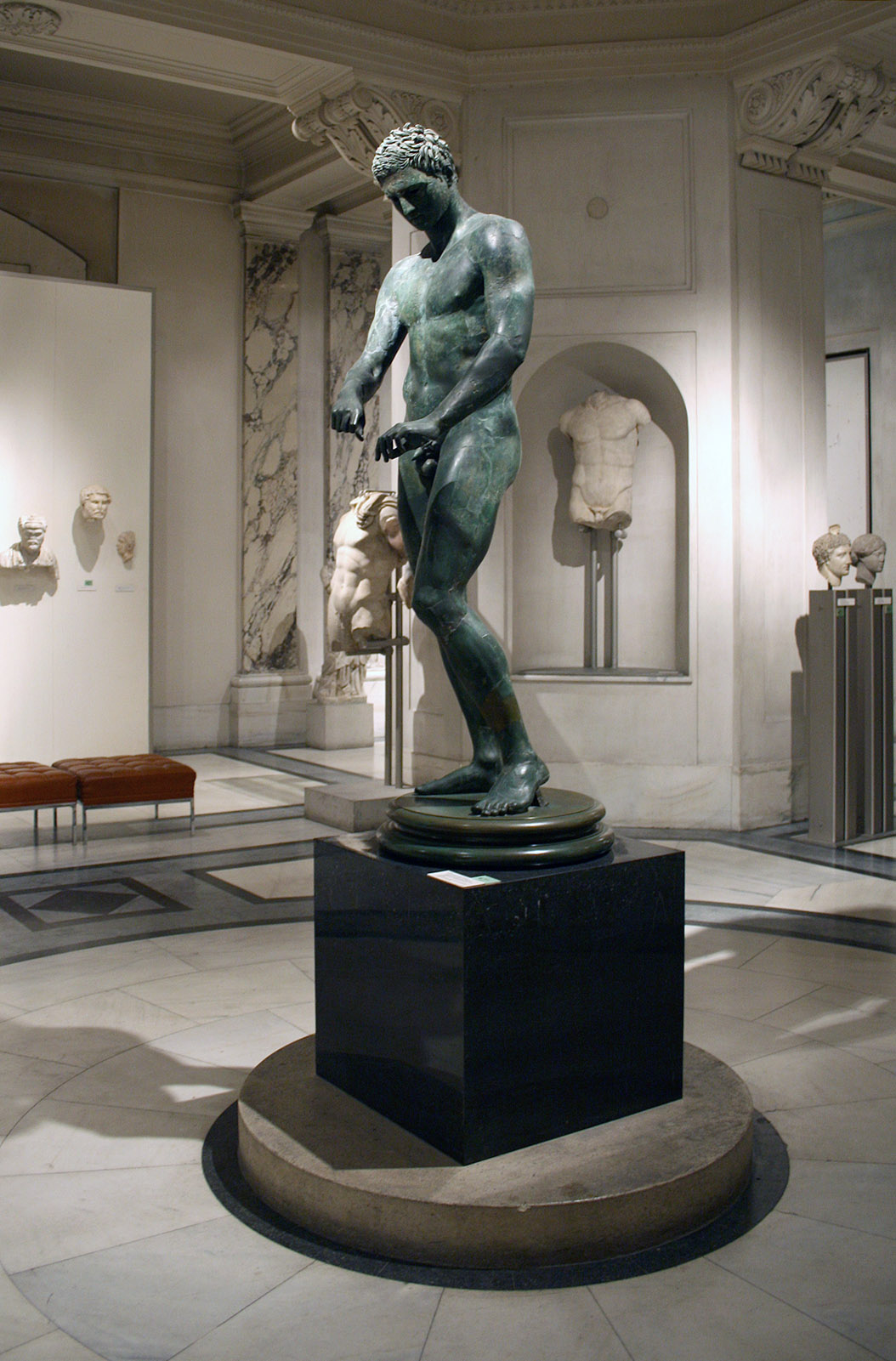
Bronzestatue des Athleten

Im 6. Jahrhundert v. Chr. wurde der zu den sieben Weltwundern zählende Artemistempel errichtet. Nachdem dieser niedergebrannt war, umgab man im Zuge des Neubaus im 4. Jahrhundert v. Chr. den Opferaltar der Artemis Ephesia vor dem Tempel mit einer prunkvollen Umfassungsmauer. Von dieser stammt der Oberteil der verwundeten Amazone.
Partherdenkmal
Das Partherdenkmal ist das bedeutendste Reliefbildwerk römischer Zeit in Kleinasien. Es verherrlicht in fünf Themenkreisen den römischen Kaiser und das Imperium Romanum. Die Rekonstruktion der einzelnen Platten ist nicht ganz gesichert, da sie in zweiter oder dritter Verwendung gefunden wurden. In einem Rekonstruktionsvorschlag wurden die Platten in Form eines Monumentalaltars arrangiert. Von den Figurenfriesen, die eine Länge von rund 70 Metern hatten, sind 40 Meter ausgestellt. In einer älteren Deutung wurde das Monument mit dem Kaiser Lucius Verus und seinem Partherfeldzug 161–165 n. Chr. in Verbindung gebracht (daher der Namen). Wahrscheinlicher ist, dass das Denkmal unter Antoninus Pius in den 40er Jahren des 2. Jahrhunderts n. Chr. errichtet worden ist.
Bronzestatue eines Athleten
Eine aus Bruchstücken zusammengesetzte römische Kopie eines griechischen Originals aus dem letzten Viertel des 4. Jahrhunderts v. Chr., das einen jungen Athleten beim Reinigen seines Schabeisens zeigt, das nach einem Wettkampf verwendet wurde, um den Körper zu reinigen (Apoxyomenos). Die Statue kann keinem spezifischen griechischen Künstler zugeschrieben werden, war aber in der Antike ein allgemein bekanntes und beliebtes Motiv.